# 25-mm-Zwillings-Geschütz 2M-3

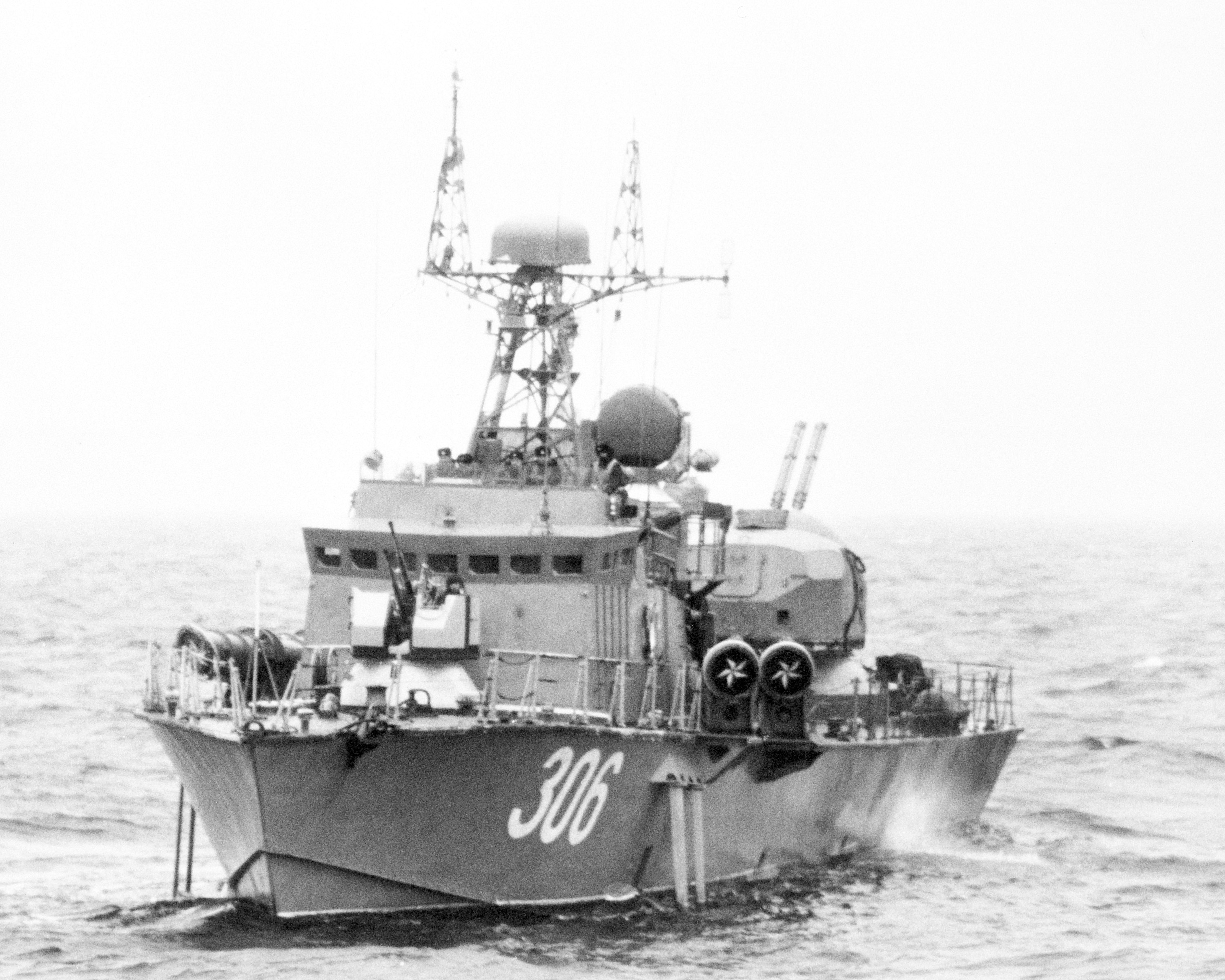
Schnellboot der Turya-Klasse mit 2M-3M-Geschütz

Die 2M-3 ist eine sowjetische Flugabwehrkanone für die Nahbereichsabwehr.

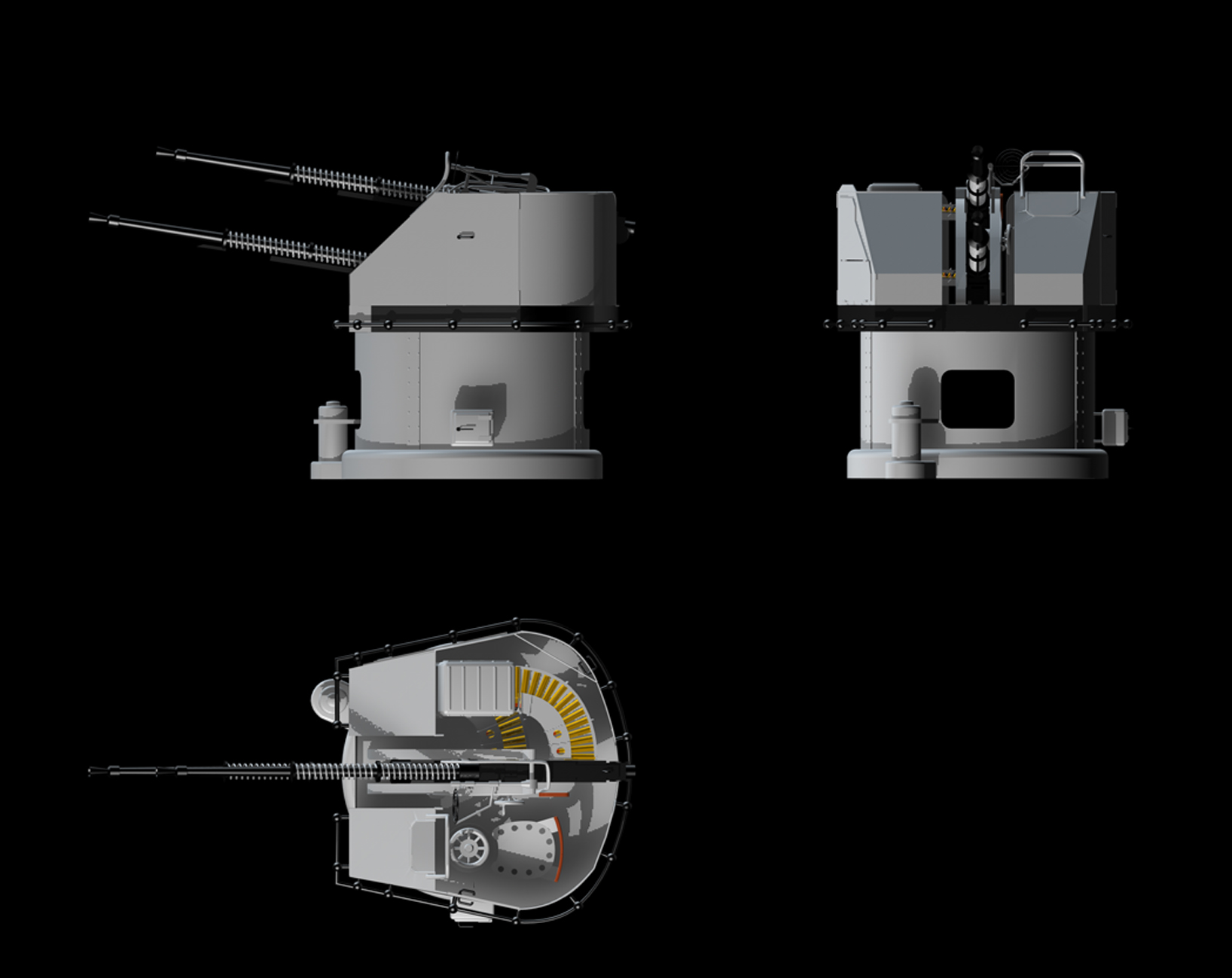
Dreiseitenansicht 2M-3-Geschütz

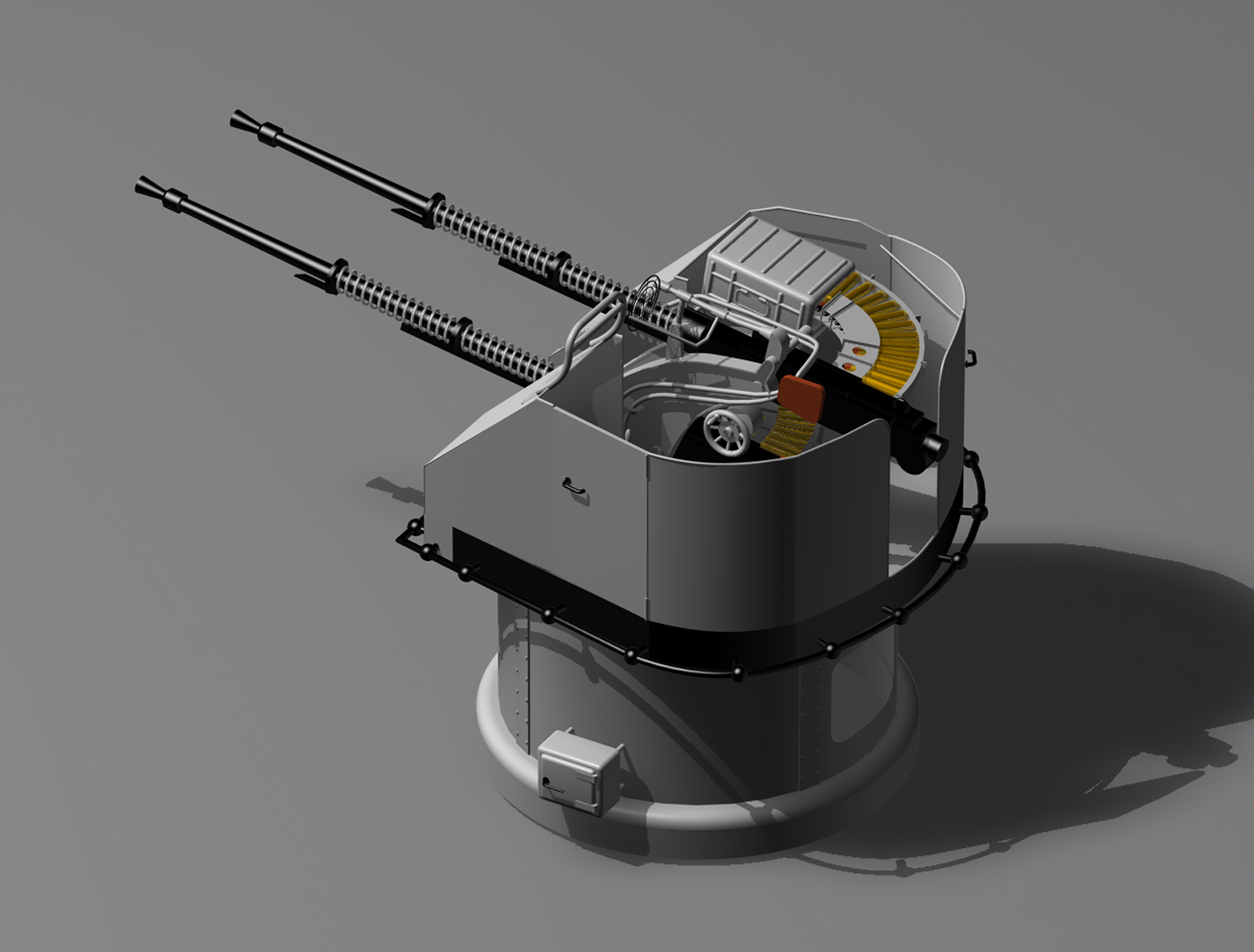
2M-3-Geschütz

## Entwicklung
1945 begannen die Arbeiten an einem 25-mm-Flugabwehrgeschütz, welches hauptsächlich in kleineren Schiffsklassen wie Torpedoschnellbooten und U-Booten eingesetzt werden sollte. Das Geschütz wurde von 1950 bis 1984 in Serie gefertigt und in mehr als 30 Schiffsklassen verbaut. Eine spezielle Version 2M-8 zum Einsatz in U-Booten wurde zwar bis 1954 entwickelt, aber ein Einsatz ist unbekannt, da zum Ende der 1950er-Jahre keine Geschütze mehr auf sowjetischen U-Booten zum Einsatz kamen.
Eine modifizierte Version hat die Bezeichnung 2M-3M.

## Technik
Das 2M-3 ist ein doppelläufiges 25-mm-Geschütz mit übereinander angeordneten Läufen. Das Geschütz wird über einen hydraulischen Antrieb manuell ausgerichtet. Das Geschütz kann neben Luftzielen auch Bodenziele bekämpfen.
Die Munitionszuführung erfolgt über Gurte mit je 65 Patronen. Das Geschütz ist luftgekühlt, wobei vorgesehen ist, die Rohre während des Gurtwechsels zusätzlich mit Wasser zu kühlen.

## Technische Daten
- Gewicht: 1500 kg
- Anzahl der Rohre: 2
- Kaliber: 25 mm
- Lauflänge: 2000 mm
- Höhenrichtbereich: −10° bis 85°
- Kadenz: 270–300 Schuss/min (pro Rohr)
- Praktische Kadenz: etwa 220 Schuss/min
- Patronengewicht: 672 g
- Mündungsgeschwindigkeit: 850 m/s
- Reichweite: 3000 m